# Marea Bismarck

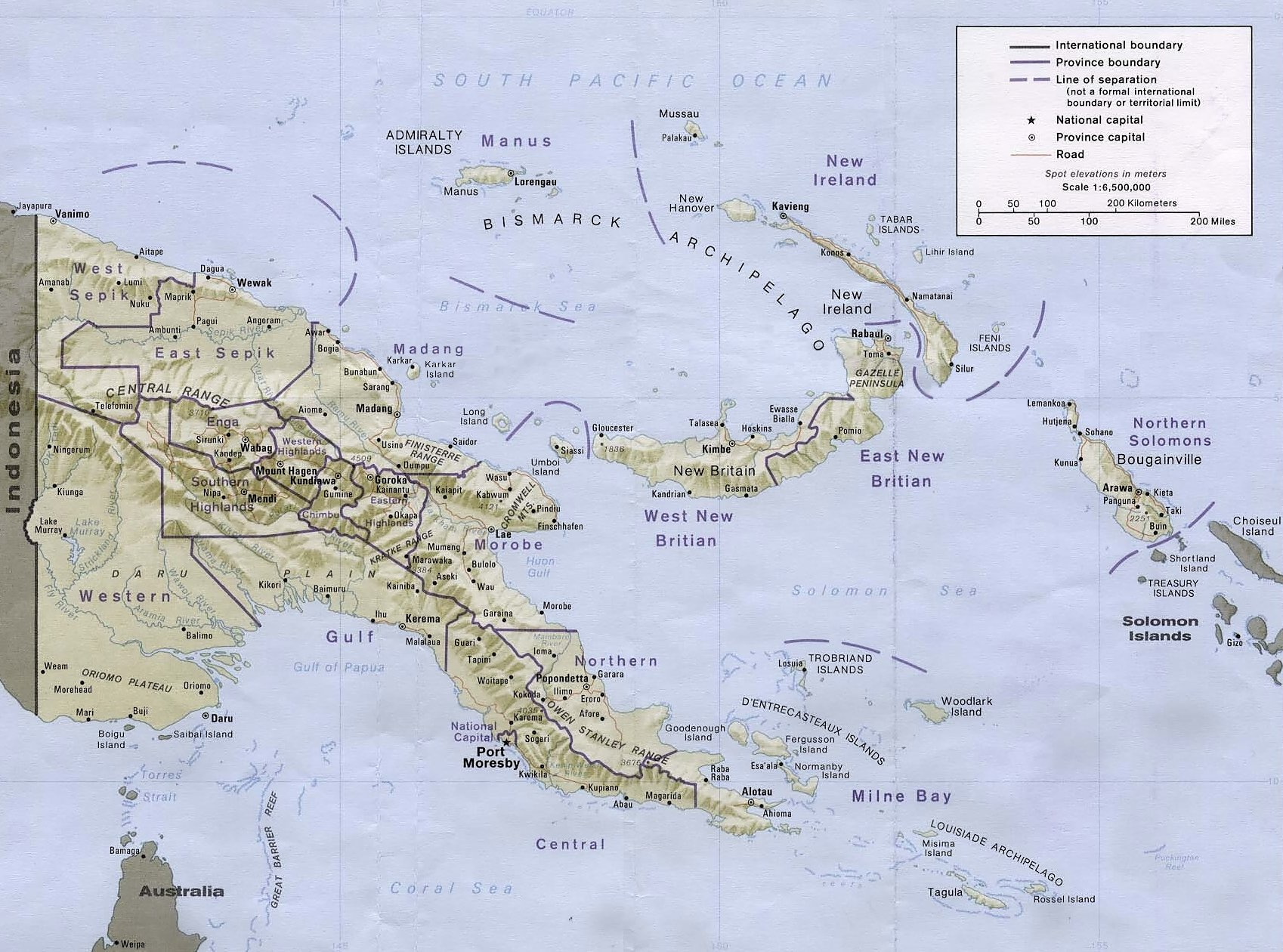
Marea Bismarck

Marea Bismarck este situată în Pacificul de Vest la nord de insula Noua Guinee și la nord-est de Arhipelagul Bismarck, care delimitează această mare de Oceanul Pacific. La sud este legat printr-o strâmtoare de Marea Solomon. Marea a fost teatrul de luptă al unor bătălii navale (Bătălia din Marea Bismarck) din Al Doilea Război Mondial petrecute în Pacific. Marea, ca și arhipelagul omonim, au fost denumite după primul cancelar imperial german Otto von Bismarck, arhipelagul ca și nord-estul insulei Noua Guinee, fiind până la sfârșitul Primului Război Mondial o colonie germană.